# 烏茲河
乌斯河（英語：River Ouse，/ˈuːz/ OOZ-'），也译作烏斯河，位於英格蘭北約克郡，若上溯至其支流烏爾河的源頭會有129英里（208）長，為英國第六長河流，流經約克市、塞爾比鎮和古奧縝。烏茲河河谷非常的寬廣平坦，大雨可對谷上小鎮造成嚴重水浸。